# Elecciones estatales de Chihuahua de 1989
Las elecciones estatales de Chihuahua de 1989 tuvieron lugar el domingo 2 de julio de 1989, y en ellas se renovarán los cargos de elección popular en el estado de Chihuahua:
- 28 diputados del Congreso del Estado. 18 electos por mayoría relativa en cada uno de los distritos electorales y 10 electos por el principio de representación proporcional mediante un sistema de lista.
- 67 ayuntamientos. Formados por un presidente municipal y regidores, electos para un período de tres años no reelegibles de manera consecutiva.

## Resultados electorales

### Ayuntamientos

Distribución de ayuntamientos de Chihuahua por partido político.
Partido Revolucionario Institucional

|  | 29.27 % |

|  | 57.86 % |

|  | 1.13 % |

|  | 0.19 % |

|  | 0.70 % |

|  | 3.57 % |

|  | 0.03 % |

#### Ayuntamiento de Chihuahua
|  | 36.06 % |

|  | 51.17 % |

|  | 0.86 % |

|  | 0.26 % |

|  | 1.29 % |

|  | 4.88 % |

|  | 0.07 % |

|  | 94.51 % |

|  | 5.49 % |

|  | 32.42 % |

|  | 67.58 % |

#### Ayuntamiento de Juárez
|  | 35.40 % |

|  | 47.56 % |

|  | 0.58 % |

|  | 0.22 % |

|  | 0.72 % |

|  | 4.85 % |

|  | 0.00 % |

|  | 89.33 % |

|  | 10.67 % |

|  | 34.13 % |

|  | 65.87 % |

### Congreso del Estado de Chihuahua

Distribución de los distritos de Chihuahua por partido político:
Partido Acción Nacional
Partido Revolucionario Institucional

|  | 29.71 % |

|  | 57.41 % |

|  | 0.98 % |

|  | 0.24 % |

|  | 1.07 % |

|  | 3.63 % |

|  | 6.95 % |

|  | 100.00 % |